# 久木直子
久木 直子（ひさき なおこ、1959年 - ）は、富山県高岡市出身の元車いす陸上競技（車いすマラソン）選手。旧姓、幸塚。

## 来歴・人物
1961年、2歳の時に急性灰白髄炎となり、両足の機能を失った。高岡市立平米小学校卒業後、母親の故郷の金沢市に移り、石川県立養護学校中等部に入学。幼少時代から手にサンダルをはめて移動していたため、上半身の筋力が発達し、スポーツで頭角を現した。高等部在学時の1976年に、佐賀県で開催された第12回全国身体障害者スポーツ大会の水泳と陸上競技に出場。翌1977年の第2回フェスピック・オーストラリア大会に日本代表選手として出場し、陸上競技の100mと400mで金メダル、50m平泳ぎで銀メダル、卓球で銅メダルの計4つのメダルを獲得した。
1983年には第3回大分国際車いすマラソン大会に出場し、ハーフマラソン女子の部で日本人初の優勝を果たした。翌年には同大会のフルマラソン女子の部に招待選手として出場し、日本人女性として初めて車いすで42.195kmを完走して3位の成績を収めた。
平成4年に結婚し、1男1女をもうけ、野々市町役場に勤務。現在は小松市役所に勤務する傍ら、学校や地域団体等からの講演依頼を多く受けている。

## エピソード
- 母親の強い信念のもと、小学校は普通学級に通った。ただし、校舎の段差などの改修を行わないことが条件であったため、階段の上り下りは足を引きずりながら手だけで移動したため、ズボンのすそがいつもボロボロであった[2]。
- 母親は、世間からの好奇の目に慣れさせるために外出させ、入浴も自宅の風呂を使わず、あえて銭湯に通わせた[2]。
- 当時はこども用の車いすがなかったため、手にサンダルをはめて上半身の力のみで移動していたが、それが当然と思っていた[2]。

## 成績
- 第3回大分国際車いすマラソン大会 ハーフマラソン女子総合優勝
- 第4回大分国際車いすマラソン大会 フルマラソン女子3位